# Larcenia Bullard
Larcenia Bullard (ur. 21 lipca 1947 w Allendale, zm. 16 marca 2013 w Miami) – amerykańska polityk.

## Życiorys
Larcenia Bullard urodziła się w Allendale w Karolinie Południowej. Przeniosła się na Florydę w 1980 roku. W 1992 roku została wybrana do Izby Reprezentantów na Florydzie pokonując republikańskiego kandydata Johna Minchewa. Była członkiem Senatu Stanowego na Florydzie. Zmarła 16 marca 2013 roku.